# Коєлгінське родовище білого мармуру

Зображення Пресвятої Богородиці (Коєлгинський мармур) — Ігуменії біля входу в Святогірську лавру (скульптор Микола Гаврилович Шматько)

Коєлгінське родовище білого мармуру — найбільше в Росії і одне з найбільших у світі мармурових родовищ. Розташоване у Челябінській області Росії.

## Історія
Розробляється з 1925 року.

## Характеристика
Балансові запаси 19 млн. м³. Глибина залягання до 130 м. Мармур цього родовища — дрібнозернистий, цукровидний, білого або сірувато-білого кольору з нечастими жовтими або буровато-сірими плямами, легко полірується і добре обробляється.
Мармур Коєлги широко застосовується в Росії. За оцінками, тільки в Москві понад 500 тисяч квадратних метрів зовнішнього облицювання будівель виконано з коєлгінського мармуру. Він використаний на будівництві храму Христа Спасителя, державних будинках, зокрема Міноборони, Білого дому, Кремлівського Палацу з'їздів. Практично всі станції столичного метро — це мармур Коєлги, тільки на першій лінії використовувався камінь Прохоро-Баландинського і Польовського родовищ.

## Технологія розробки
Розробка мармуру здійснюється у кар'єрі при застосуванні каменерізальних машин. Річне виробництво блоків 45 тис. м³ (проектна потужність кар'єру 100 тис. м³).